# FK Pohronie
FK Pohronie este o echipă de fotbal slovacă, cu sediul în orașul Žiar nad Hronom. Pentru prima dată în istoria clubului, echipa va juca în Fortuna Liga, cel mai înalt nivel al sistemului ligii de fotbal din Slovacia, în sezonul 2019/2020.

## Legături externe
- Official club website sk
- FK Pohronie pe Facebook
- TJ Sokol Dolná Ždaňa website sk
- FK Žiar nad Hronom website sk